# Eufaula (Alabama)
Eufaula es una ciudad ubicada en el condado de Barbour en el estado estadounidense de Alabama. En el censo de 2000, su población era de 13 908.

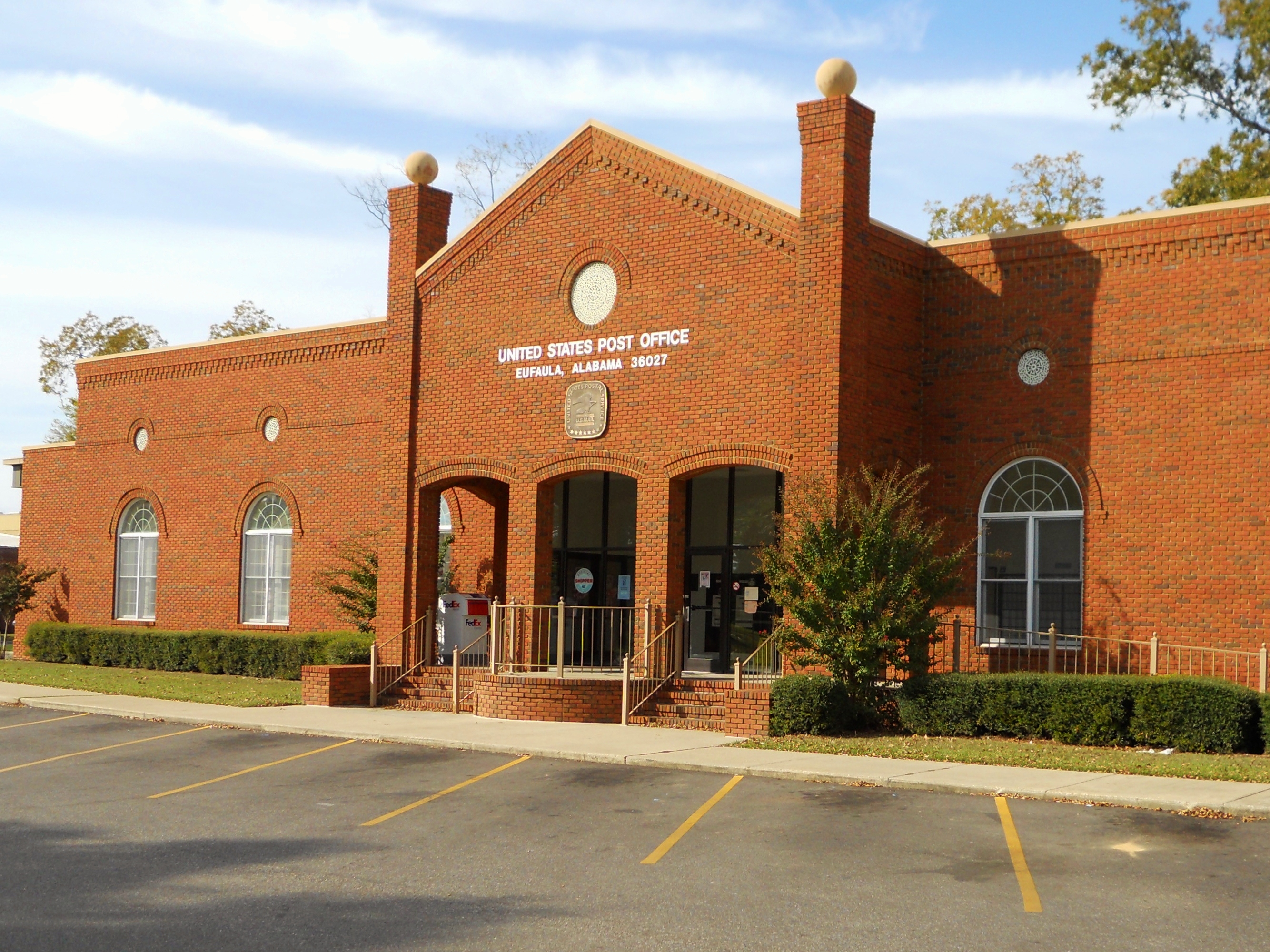
Oficina de correos de Eufaula (Alabama).

## Demografía
En el 2000 la renta per cápita promedia del hogar era de $27,910, y el ingreso promedio para una familia era de $37,640. El ingreso per cápita para la localidad era de $16,146. Los hombres tenían un ingreso per cápita de $30,617 contra $20,477 para las mujeres.

## Geografía
Eufaula se encuentra ubicada en las coordenadas 31°53′21″N 85°9′13″O / 31.88917, -85.15361 (31.889370, -85.153774)
Según la Oficina del Censo de los EE. UU., la ciudad tiene un área total de 73.48 millas cuadradas (190.32 km²).